# 54 Hydrae
54 Hydrae (m Hydrae) é uma estrela na direção da Hydra. Possui uma ascensão reta de 14h 46m 00.18s e uma declinação de −25° 26′ 34.5″. Sua magnitude aparente é igual a 5.15. Considerando sua distância de 99 anos-luz em relação à Terra, sua magnitude absoluta é igual a 2.73. Pertence à classe espectral F0V + G/K.